# E-mu Audity
E-mu Audity(イーミュー　オーディティー)とは1978年にタンジェリン・ドリームのピーター・バウマンに触発されて作られたデジタル制御のアナログシンセサイザーである。そしてこれはprophet-5と競うつもりだったため、最新式のデジタルキーボードやシーケンサーを備えた16ポリフォニックのアナログシンセサイザーへと進化した。このプロジェクトの資金はシーケンシャル・サーキットがe-muのデジタルスキャンニング技術を使うために払われたロイヤルティーで賄われた。
6万9200ドル(2016年での価格で19万9000ドル。日本円で換算すると1990万円)で売られた。
組立ラインから作られた物は一つだけしかなく1980年5月のAES conventionで展示されたが、直後にシーケンシャル・サーキットがe-muにロイヤルティーを払い続ける事を拒否したため、audityのプロジェクトは中止になった。しかしながら、audityの研究は、後に開発する初期のサンプラーの一つであるエミュレータを作るのに役立った。
唯一作られたaudityは作動しないものの、カルガリーにあるスタジオベルのナショナル・ミュージック・センターに展示されている。

## 参考
1. 1 2  Colbeck, Julian. (1996). Keyfax omnibus edition. Emeryville, CA: MixBooks. ISBN 0-918371-08-2. OCLC 36675796
2. ↑  Jenkins, Mark, 1960- (2007). Analog synthesizers : understanding, performing, buying: from the legacy of Moog to software synthesis (1st ed ed.). Amsterdam: Elsevier/Focal Press. ISBN 978-0-240-52072-8. OCLC 123374405
3. ↑  Chadabe, Joel. (1997). Electric sound : the past and promise of electronic music. Upper Saddle River, N.J.: Prentice Hall. ISBN 0-13-303231-0. OCLC 35138370
4. ↑  Milner, Greg, (2010). Perfecting sound forever : an aural history of recorded music (First paperback edition ed.). New York: Farrar, Straus and Giroux. ISBN 978-0-86547-938-8. OCLC 644064102
5. ↑  “E-mu Audity | Vintage Synth Explorer”. www.vintagesynth.com. 2020年2月29日閲覧。
6. ↑  “E-mu Audity” (英語). collections.nmc.ca. 2020年2月29日閲覧。